# IC 1681
IC 1681 ist eine lichtschwache Spiralgalaxie vom Hubble-Typ S im Sternbild Walfisch südlich der Ekliptik. Sie ist schätzungsweise 173 Millionen Lichtjahre von der Milchstraße entfernt und hat einen Durchmesser von etwa 50.000 Lichtjahren.

Im selben Himmelsareal befinden sich die Galaxien NGC 493, NGC 497, IC 1697.
Das Objekt wurde am 18. Dezember 1897 von Stéphane Javelle entdeckt.